# Guyatt Ridge
Il Guyatt Ridge è un crinale montuoso situato a sudovest del Wedge Ridge nella parte meridionale delle Haskard Highlands, nella Catena di Shackleton, nella Terra di Coats in Antartide. 
Fu ispezionata nel 1957 dalla Commonwealth Trans-Antarctic Expedition (CTAE).
Nel 1967 fu effettuata una ricognizione aerofotografica da parte degli aerei della United States Navy. Un'ispezione al suolo fu condotta dalla British Antarctic Survey (BAS) nel periodo 1968-71.
L'attuale denominazione fu assegnata nel 1971 dal Comitato britannico per i toponimi antartici (UK-APC), in onore di Malcolm Guyatt, assistente generale della BAS presso la Stazione Halley nel periodo 1969-71, e che aveva preso parte all'esplorazione dei Monti Shackleton nel 1969-70.